# Norges runinskrifter 184
N 184 är en vikingatida runsten av gråsten i Galteland, Evje socken och Evje og Hornnes kommun.

## Inskriften
Translitterering av runraden:
arn×[stin] × risti × stin × þi[na] × iftir × bior × [s]un × sin × [sa × uar] tuþr × i liþi × þ[(o)s × knutr soti × iklot +] ¶ × in is ko[þ]
Normalisering till fornvästnordiska:
Arnsteinn reisti stein þenna eptir Bjór, son sinn. Sá varð dauðr í liði, þá's Knútr sótti England. Einn er Guð.
Översättning till nusvenska:
Arnstein reste denna sten efter Bjor, sin son. Han dog i hären då Knut angrep England. Gud är en.
Bjor dog under Knuts krigståg i England år 1015-16. Namnet Arnstein finns också på U 1069.